# Majda Sepe
Majda Sepe (rozená Bernard; 2. července 1937 Lublaň – 11. dubna 2006 Lublaň) byla slovinská zpěvačka, označovaná za nejlepší slovinskou šansoniérku.
Po střední škole začala vystupovat s lublaňským jazzovým souborem, s nímž v roce 1956 hostovala v Paříži. V roce 1960 vystoupila na prvním jazzovém festivalu ve slovinském Bledu. Několikrát vystupovala na festivalu Slovenska popevka. Objevila se také v několika filmech – v Sedmině (1969) a ve filmu Begunec (1973). Před svou pěveckou kariérou pracovala jako manekýnka.
Zemřela v dubnu 2006. Její manžel byl skladatel a dirigent Mojmir Sepe.

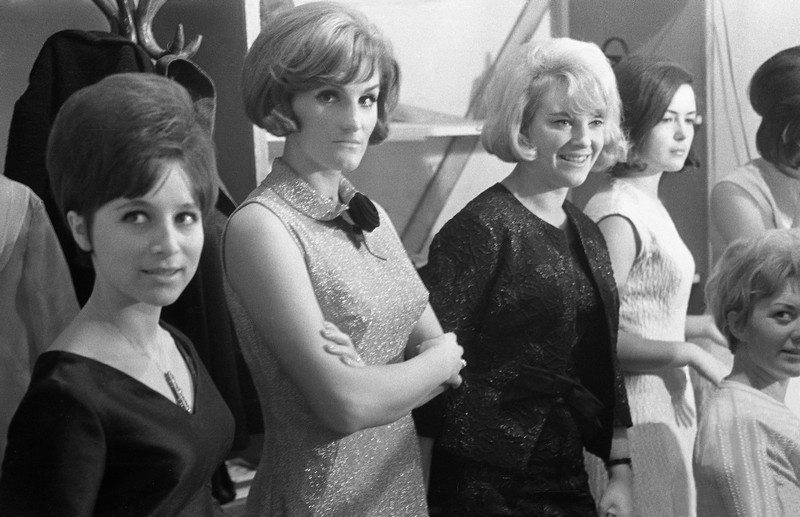
Berta Ambrož, Elda Viler a Majda Sepe na festivalu Opatija '65
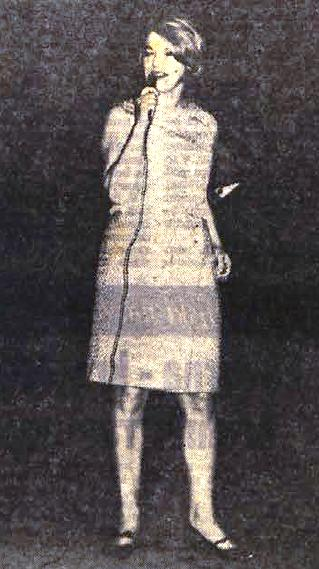
Majda Sepe, 1967
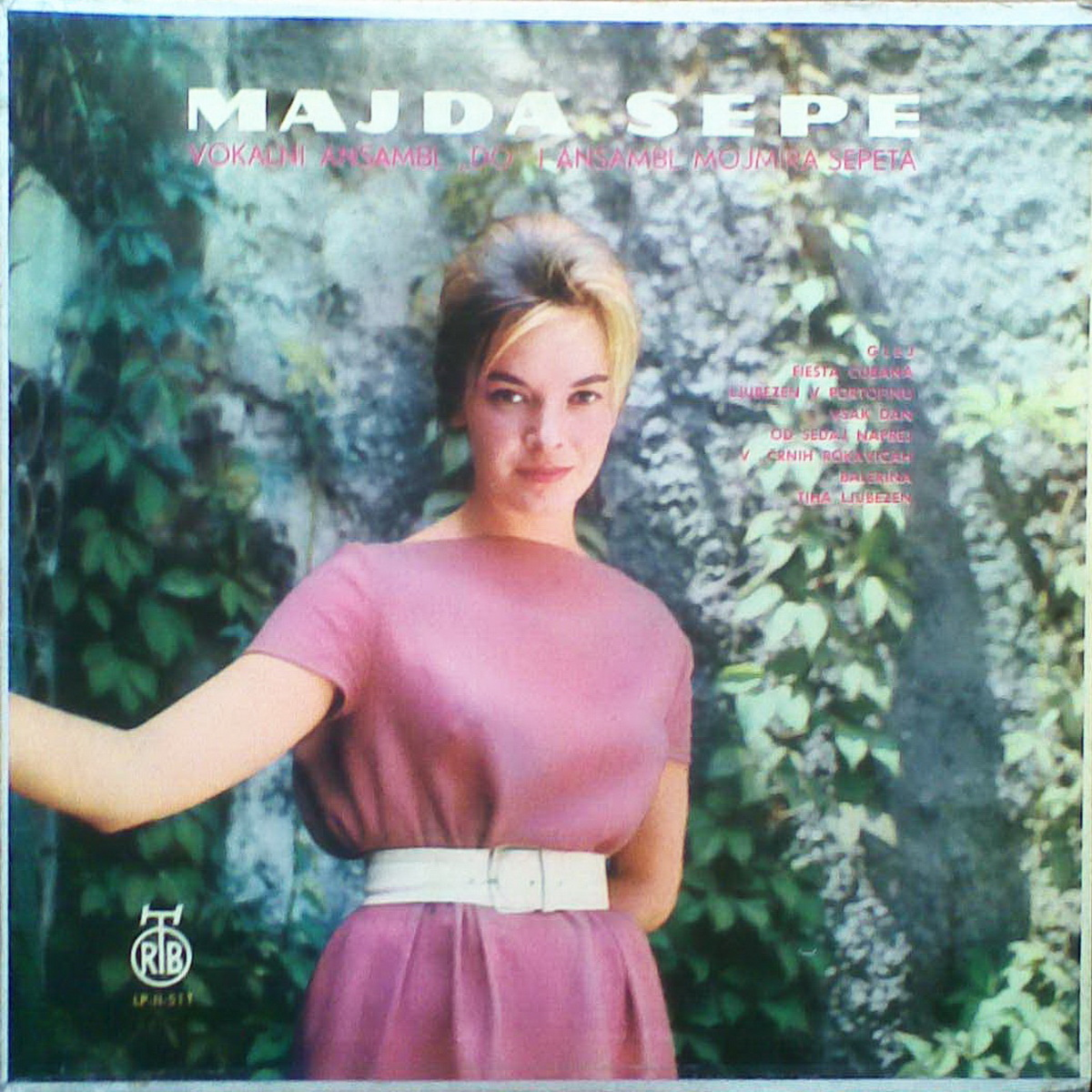
Singl povolený v roce 1961 Glej pevke
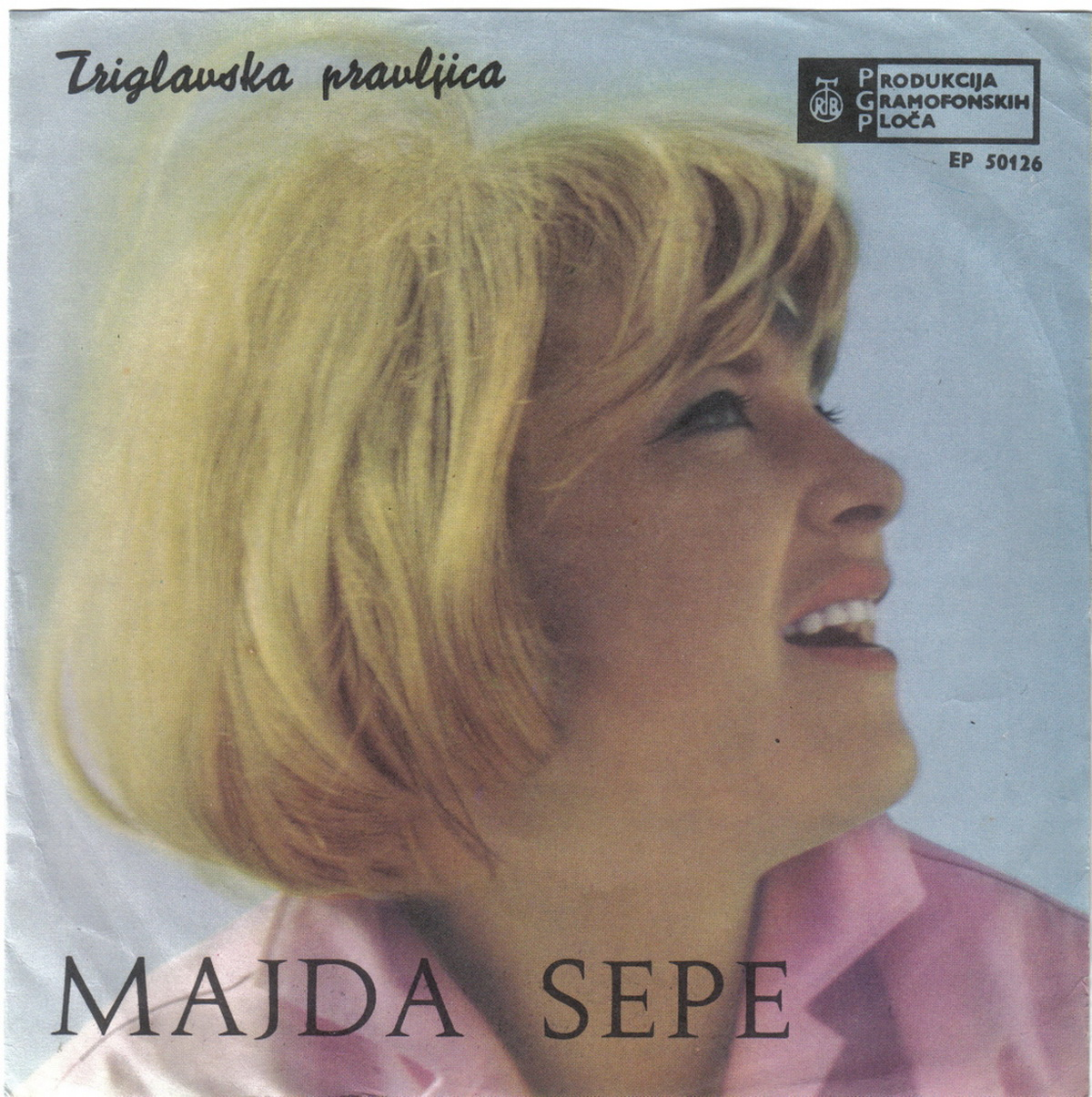
Singl povolený v roce 1966 Triglavska Pravljica
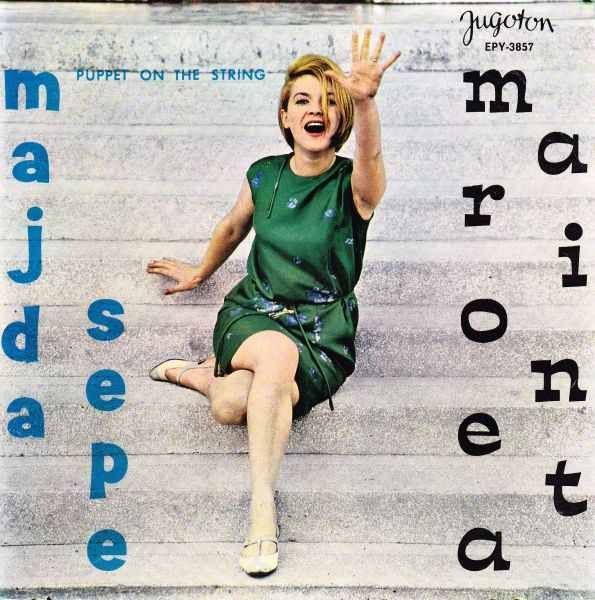
Singl povolený v roce 1967 Marioneta